# Dom Księcia
Dom Księcia – duży modernistyczny budynek przy alei Wolności 44 w Częstochowie projektu Brunona Paprockiego zbudowany w latach 1912–1913 na życzenie księcia Michała Aleksandrowicza Romanowa. Książę był w posiadaniu klucza majątków pod Częstochową, należały do niego miejscowości takie jak Kocin, Mykanów, Ostrowy, Zagórze. Wedle pierwotnych założeń miał mieć charakter pałacowy, lecz I wojna światowa, a następnie rewolucje w Rosji uniemożliwiły realizację planów. Do obniżenia wartości budynku przyczyniła się likwidacja dwóch kopuł podczas remontu w latach 30. XX wieku.

## Historia
Początkowo budynek miał być większy, ze szkicu zamieszczonego w warszawskim "Tygodniku Ilustrowanym" z 1912 r. wynika, że planowano dłuższą elewację północną. Budowlę projektu Brunona Paprockiego zbudowało  przedsiębiorstwo budowlane L.W. Sobieraj. Nadzór budowy sprawował D.M. Matulewicz. Był to największy wówczas gmach mieszkalny w mieście. Zarządca od początku borykał się z problemem znalezienia lokatorów do tak dużej i luksusowej budowli. Początkowo budynek miał być częścią założenia urbanistycznego złożonego z 40 kamienic, jednak ostatecznie nie powstały żadne inne budowle z tego projektu. 
W czasie I wojny światowej Niemcy urządzili w budynku szpital dla żołnierzy. W listopadzie 1918 r. Polacy uniemożliwili wywóz najkosztowniejszej aparatury i zaopatrzenia, nie uchroniono jednak budynku przed częściową grabieżą przez miejscową ludność. W tym samym miesiącu Dom Księcia przejęło Wojsko Polskie z zachowaniem dotychczasowego przeznaczenia. Naczelnym lekarzem szpitala i garnizonu częstochowskiego został dr kpt. Józef Kluczewski. Pod jego kierunkiem budynek wyremontowano i urządzono 11 sal dla 70 chorych. Szpital służył jako zaplecze podczas walk w obronie Lwowa, wojny bolszewickiej i III powstania śląskiego. W latach 1919–1921 lokalne społeczności wspierały szpital dostawami żywności i kwestami na jego rzecz. W drugiej połowie 1921 r. szpital zlikwidowano jako niepotrzebny.
Budynek pozostał w rękach Wojska Polskiego i znajdował się w zasobach Funduszu Kwaterunku Wojskowego a wykorzystywany był jako dom dla rodzin oficerów, m.in. apartament na piętrze od strony al. Wolności przeznaczony był dla dowódcy 7. Dywizji Piechoty. Wówczas został on ukończony, otrzymał oświetlenie elektryczne, instalację wodną i kanalizacyjną. W pierwotnej postaci budynek wieńczyły dwie kopuły, jedna znajdująca się nad głównym wejściem od strony obecnej Alei Wolności, oraz druga, narożna. Budynek od strony północnej oraz zachodniej otoczony był zorganizowaną zielenią.
Po zamachu majowym budynek nazwano Pawilonem Marszałka Józefa Piłsudskiego, jednak nazwa nie przyjęła się wśród mieszkańców miasta. Dwa lata później ukończono remont, w ramach którego usunięto kopuły, przebudowano balkony, a dekorację elewacji zmieniono z secesyjnej na modernistyczną projektu arch. Bolesława Handesmana-Targowskiego. W 1931 r. ukończono prace, w ramach których dobudowano od strony ul. Boya-Żeleńskiego kasyno wojskowe. Był to pierwszy i jak dotąd ostatni generalny remont budynku, ujmujący charakteru obiektowi. Jako powód przebudowy dachu wskazywano także, że gnieździło się tam ptactwo i uznano to za najlepsze rozwiązanie do pozbycia się problemu.
Najbardziej reprezentacyjne były mieszkania frontowe, przeznaczone dla oficerów wyższej rangi. Były to mieszkania trzy i czteropokojowe o rozległej powierzchni i wysokości około czterech metrów. Posiadały one reprezentacyjne wejście frontowe oraz tylne wejście kuchenne dla służby. Mieszkania w oficynach oraz od strony zachodniej zajmowali żołnierze niższych rang oraz pracownicy administracji wojskowej. W budynku mieściła się także w tamtych latach kaplica, którą opiekował się kapelan ksiądz Żelaznowski. Apartament na pierwszym piętrze od strony Alei Wolności przeznaczony był dla dowódcy dywizji. Mieszkał w nim generał Mieczysław Dąbkowski, a po nim generał Janusz Gąsiorowski. W domu Księcia mieszkał też późniejszy Szef Sztabu Generalnego generał Wacław Stachiewicz oraz inni dowódcy. W latach 1935–1938 mieszkał tutaj płk Stanisław Maczek pełniąc w tym czasie funkcje dowódcy 7 Dywizji Piechoty stacjonującej w Częstochowie.
W 1930 r. praw do budynku na drodze sądowej bezskutecznie dochodziła wdowa po księciu Michale – Natalia Szeremietjewska.
Do budynku w tamtych czasach przylegał wielki obszar ogrodowo–parkowy. Kończył się on dopiero przy obecnym gimnazjum numer dziewięć, wtedy był to zakład wychowawczy Ojców Salezjanów. Park był starannie utrzymany, zadrzewiony z alejkami do spacerowania oraz ławkami. Był tam również kort tenisowy, ogródki działkowe, strzelnica polowa oraz duża altana. Zimą kort służył za lodowisko, obok usypana była skarpa służąca dzieciom do zjeżdżania na sankach.
Wraz z nadejściem II wojny światowej ruszył transport kolejowy z bocznicy przy Domu Księcia, mający na celu wywiezienie rodzin wojskowych w bezpieczne miejsce. Plan zakładał wywiezienie na Kresy Wschodnie, do Kowla. Część z nich jednak wróciła, reszta obiektu była zamieszkana przez ludzi przybyłych podczas wojny z Wielkopolski. W 1943 r. wszyscy mieszkańcy Domu Księcia zostali usunięci ze swoich mieszkań. Budynek został przeznaczony na hotel dla niemieckich żołnierzy.
Po 1945 r. budynek przeszedł w ręce administracji gospodarki komunalnej i został przeznaczony na cele mieszkalne, kwaterowano w nim często tzw. uciążliwych lokatorów.
W 2008 r. częstochowski ZGM sporządził kosztorys renowacji, szacujący ich wartość na ponad 40 mln zł. W 2011 r. portugalska firma Mota Engil planowała wyremontować kamienicę w zamian za przyszłe dochody z czynszów, ale plan został zarzucony z powodu oporu lokatorów mieszkań własnościowych, którzy odmawiali sprzedania ich po cenie rynkowej.
Kamienica ta uważana jest za domniemane miejsce urodzin Piotra Skrzyneckiego. 
Aktualnie w Domu Księcia swoją siedzibę ma kilka sklepów oraz różne instytucje m.in. kaplica Kościoła Adwentystów Dnia Siódmego, poradnia stowarzyszenia Monar i Społeczna Szkoła Baletowa.

## Galeria

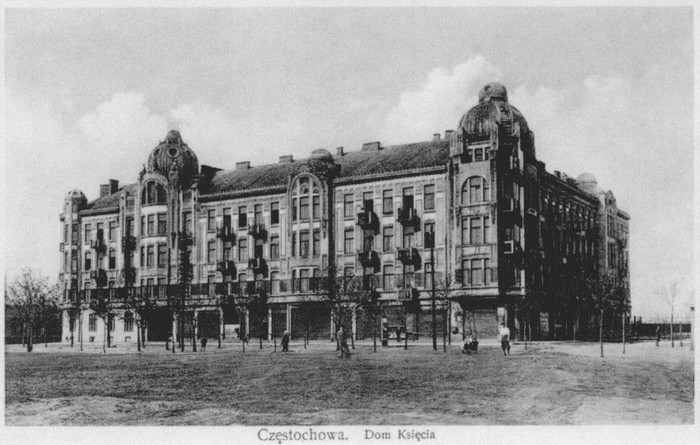
Budynek w 1920
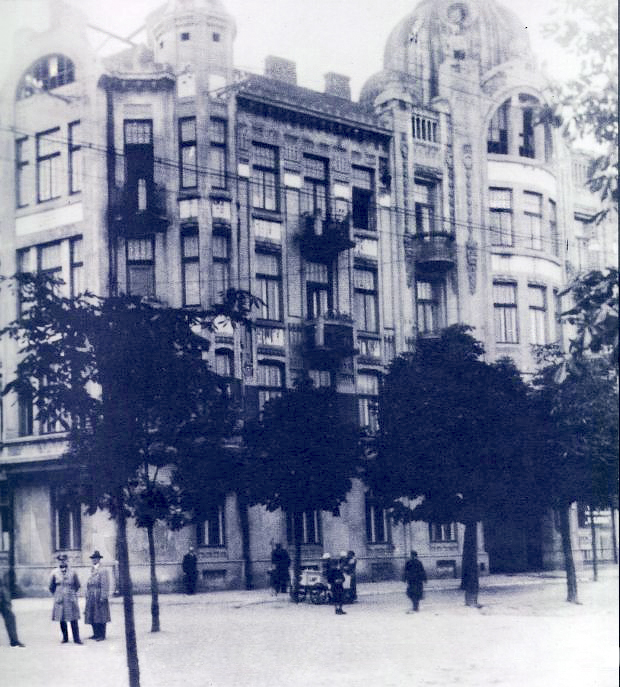
Dom Księcia między 1910 a 1920
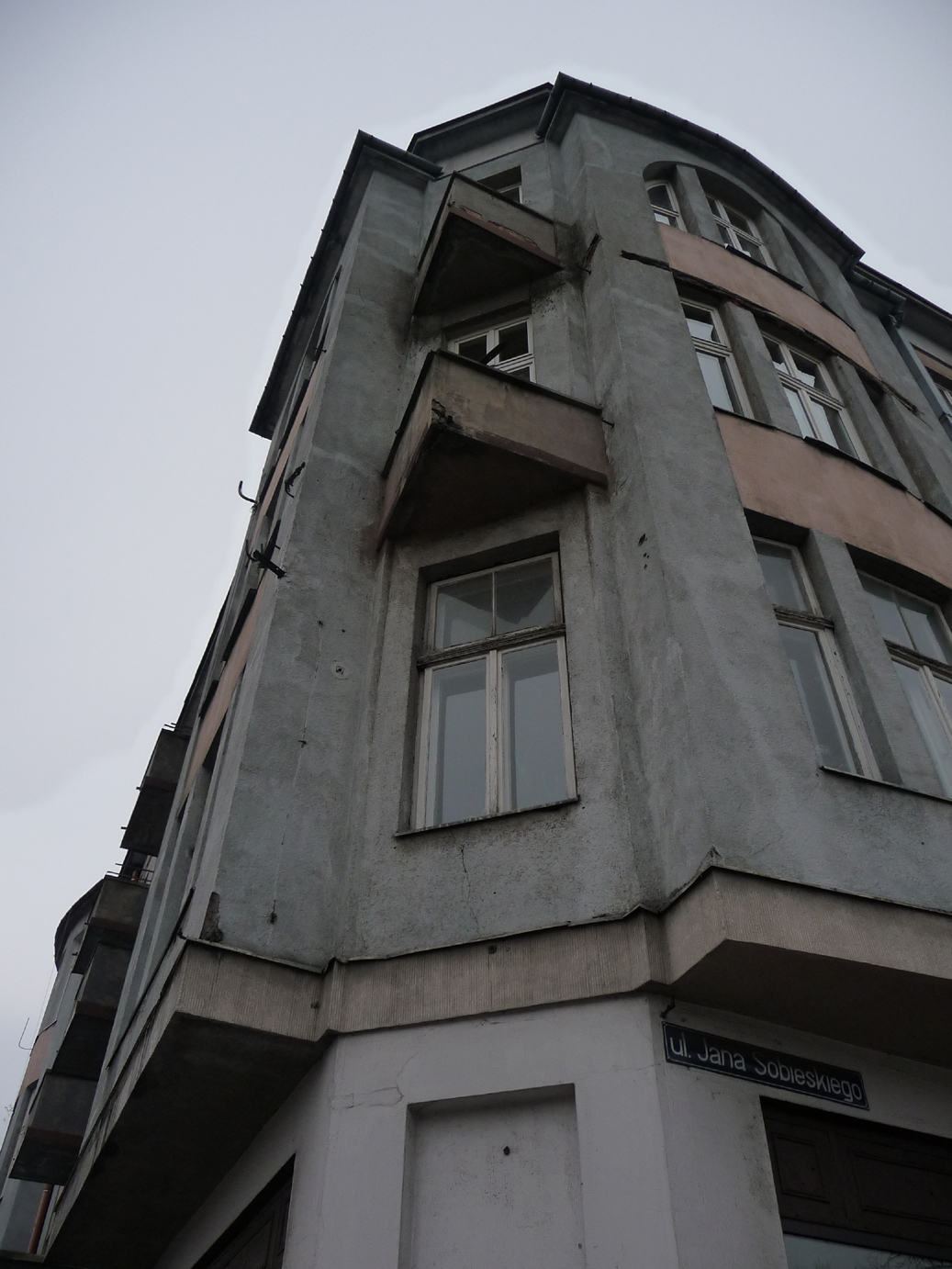
Narożnik budynku przy skrzyżowaniu ulic Sobieskiego i Alei Wolności
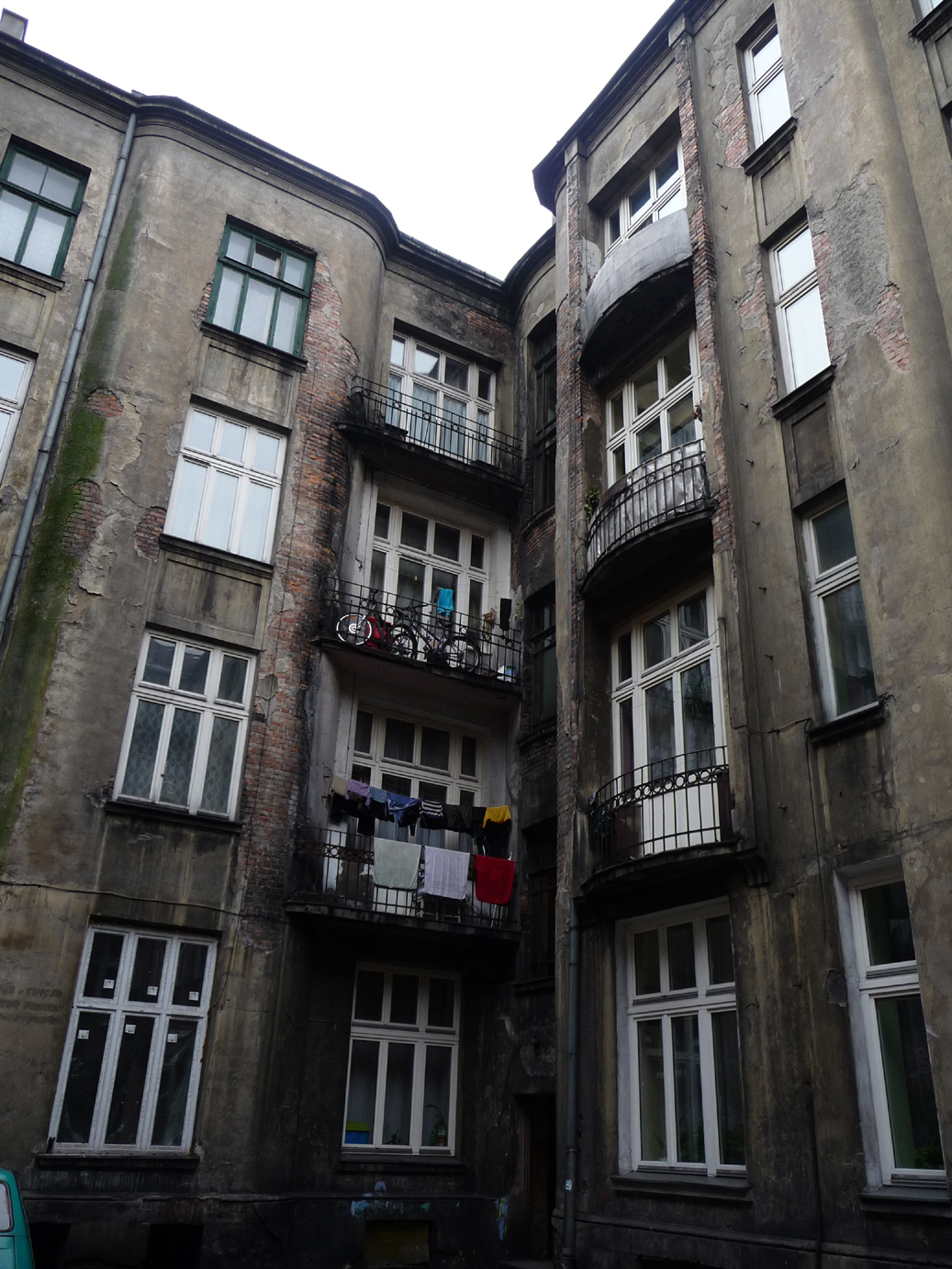
Podwórze